# Pegaso Solo 500
El Pegaso Solo 500 fue un prototipo de camión realizado por la empresa española ENASA el año 1989. Su concepción buscaba aplicar la máxima tecnología disponible en el momento a la conducción de vehículos pesados. Fue diseñado por Francisco Podadera, quién diseñó modificaciones sobre modelos existentes para concederles un aire más futurista.

## Historia
A finales de los años 1980, ENASA se encontraba introduciéndose en mercados europeos, pero arrastrando una gama de modelos ya anticuados. Por este motivo se creó el departamento de "Dirección de Tecnología Avanzada", con el fin de crear un prototipo que fuera un escaparate de las tecnologías más modernas del mundo de la automoción aplicadas a camiones. Al frente de este nuevo departamento se colocó a Félix Llorente, especialista en electrónica aeroespacial.
Una vez se completó el prototipo, pintado de color gris, se fue exhibiendo por diversos salones de nivel europeo, aunque necesitaba ser movido con grúa, debido a que no se le instaló un sistema de dirección. Posteriormente, se desmontaba y volvía a montar para ir añadiendo nuevos componentes y distintas funcionalidades.
Se construyó un segundo chasis, esta vez con dirección, que recibió la carrocería del primer Solo 500 redecorada en blanco; siendo el original totalmente desmontado y desguazado. Este segundo prototipo si estaba en condiciones de circular por sus propios medios. La nueva unidad haría las veces de pace truck en el Circuito del Jarama durante los eventos de camiones. La desaparición de este modelo está relacionada con la compra de la empresa por parte de IVECO, que se deshizo de todos los proyectos abiertos en ENASA. Existía un proyecto, que fue cancelado, de fabricar 10 prototipos para ser convenientemente camuflados y posteriormente cedidos a clientes de la empresa para ser probados por ellos.

## Construcción
El prototipo fue construido en su totalidad por un modelista francés, Joel Verreaux, afincado en la localidad de Artana, Castellón, España, fue construido de forma artesanal, en las instalaciones de Artana y presentado en el Salón del Automóvil de Barcelona en 1989 junto al Pegaso Mider.
Para la elaboración del prototipo del Solo 500, se tomó como punto de partida un chasis de Troner, al que se le añadió una carrocería de fibra de vidrio, destacable por montar faros escamoteables y por ser excepcionalmente aerodinámica para un vehículo de este tamaño. También en el tema de la aerodinámica se trabajó en la zona de las ruedas, que fueron diseñadas para mejorar en la medida de lo posible el flujo del aire. Las puertas eran deslizantes y de accionamiento eléctrico, que se abrían mediante una tarjeta, y cuya utilización provocaba la aparición de un escalón retráctil para facilitar el acceso. En el interior, se eliminaron todos los marcadores tradicionales y se sustituyeron por pantallas, algunas de ellas CRT; y el volante dejó de ser redondo para asemejarse más al de un Fórmula 1 moderno, aglutinando gran parte de los controles disponibles. El Solo 500 carecía de retrovisores, ya que su función fue heredada por sendas cámaras que proyectaban la imagen en dos de las pantallas anteriormente citadas.
Equipó un motor basado en el del Troner de 12 L de cilindrada, pero agrandado hasta llegar a los 13 L, y al que se le modificó el sistema de turbocompresión y se añadieron varios componentes de material cerámico, con lo que la potencia del motor llegó a los 500 cv.